# Sekundærrute 405
Sekundærrute 405 er en rutenummereret landevej i Sønderjylland.
Landevejen starter ved Sønderborgmotorvejens fortsættelse over Alssundbroen. Her følger ruten også primærrute 8 frem til øst for Augustenborg, hvor denne drejer fra mod Fynshav. Rute 405 fortsætter til det nordlige Als gennem forskellige småbyer og forbi Danfoss hovedsædet inden den slutter ved Nordborg.
1. ↑  Samlet trafik på det rutenummererede vejnet i 2008